# NGC 5306
NGC 5306 este o galaxie lenticulară situată în constelația Fecioara. A fost descoperită în 5 martie 1785 de către William Herschel. Se află la o distanță de 104,9 megaparseci de Pământ.